# Kranskrage
Kranskrage (Glebionis coronaria) är en växtart i familjen korgblommiga växter och är vildväxande på kustnära platser i Medelhavsområdet. Arten odlas i Sverige som ettårig sommarblomma och även som grönsak.
Kranskragen är en ettårig, eller sällsynt tvåårig, kal ört.  Stjälken kan bli upp till 80 cm hög och är oftast grenig. Bladen är rent gröna och dubbelt parflikade med ganska breda spetsiga flikar. Blomkorgarna är toppställda och stora, vanligen 4-8 cm i diameter. Holkfjällen är breda och trubbiga, till färgen blekbruna och pappersaktiga. Strålblommorna är blekgula eller ringade i olika gula toner. Diskblommorna är gula eller gröngula.
Arten blommar i Sverige från juni till augusti. 
Den närstående gullkragen, (C. segetum), har blågröna, enkla och grovsågade som ofta är stjälkomfattande. Blommorna är klargula. 
Kranskragen blev introducerad i Japan under den tidiga Edo-perioden och har i östra Asien blivit en omtyckt grönsak. Det är främst de unga skotten som äts, men även själva blomkorgarna.

## Hybrider
Arten korsar sig med gullkrage (G. segetum) och hybriden kallas sommarkrage (G. ×spectabilis).

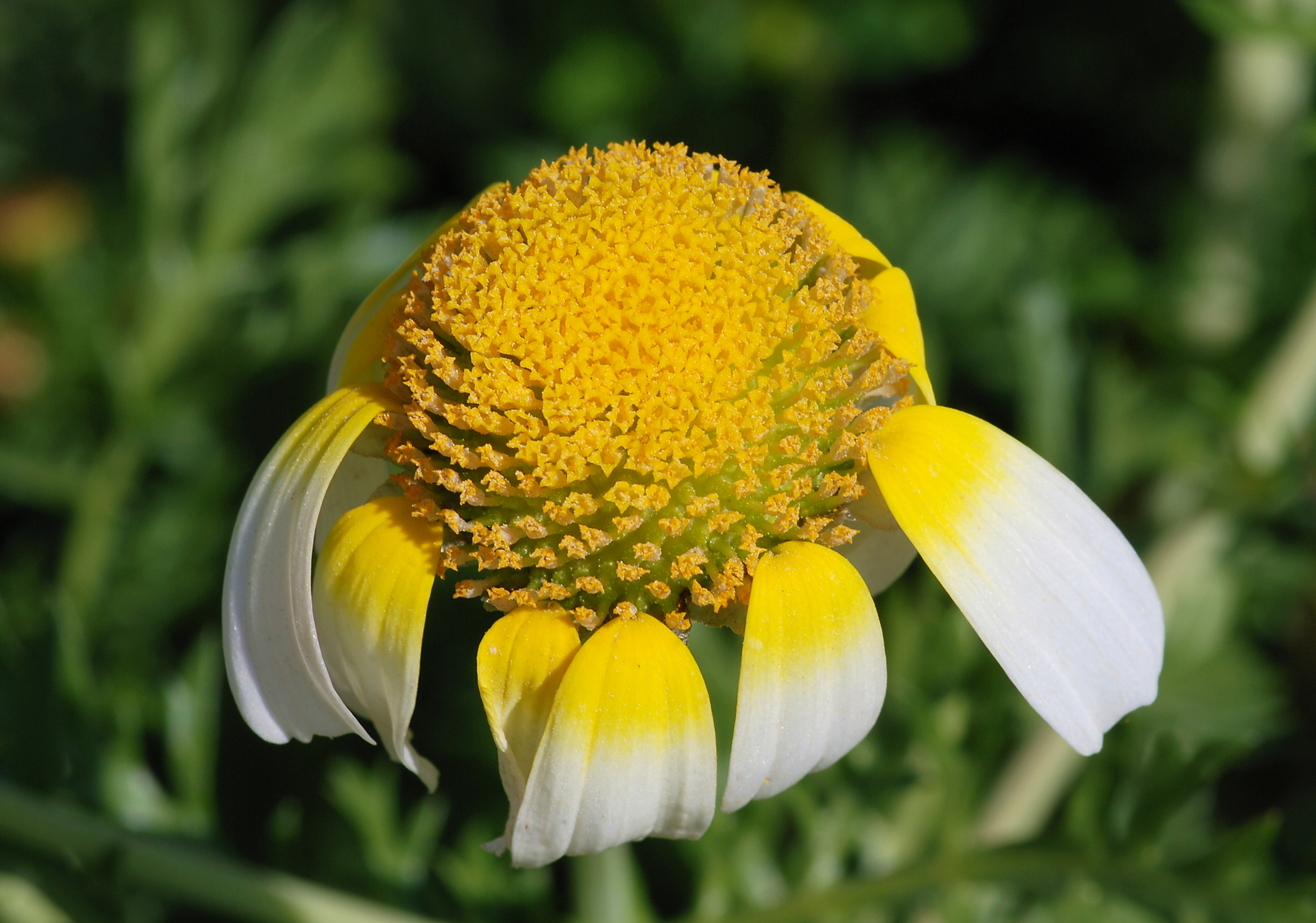
En kranskrage under senare delen av säsongen.

## Synonymer
Buphthalmum oleraceum Lour.
Chamaemelum coronarium (L.) E.H.L.Krause
Chrysanthemum coronarium L.
Chrysanthemum roxburghii (Desf.) DC.
Chrysanthemum roxburghii Desf.
Chrysanthemum spatiosum L.H. Bailey
Glebionis roxburghii (Desf.) Tzvelev
Matricaria coronaria (L.) Desr.
Pinardia coronaria (L.) Less.
Pinardia roxburghii Fisch. & C.A.Mey.
Pyrethrum breviradiatum Ledeb.
Xanthophtalmum coronarium (L.) Trehame